# Ruslan Basijev
Ruslan Basijev (Ruslan Basity) (* 20. června 1979, Ordžonikidze) je bývalý ruský zápasník–volnostylař osetské národnosti, který od roku 2006 reprezentoval Arménii.

## Sportovní kariéra
Zápasení se věnoval ve Vladikavkazu pod vedením Aslana Gabarajeva. V roce 2005 si ho během ruského mistrovství v Krasnodaru všiml arménský reprezentační trenér Ara Bagdadjan a dal mu nabídku spolupráce, kterou přijal. Od roku 2006 vystupoval v dresu Arménie. V roce 2008 a 2012 se však na olympijské hry nekvalifikoval. Sportovní kariéru ukončil v roce 2013.

## Výsledky
| Turnaj             | 2006 | 2007 | 2008 | 2009 | 2010 | 2011 | 2012 |
| Turnaj             | 27   | 28   | 29   | 30   | 31   | 32   | 33   |
| Turnaj             | -120 | -120 | -120 | -120 | -120 | -120 | -120 |
| ------------------ | ---- | ---- | ---- | ---- | ---- | ---- | ---- |
| Olympijské hry     |      |      | —    |      |      |      | —    |
| Mistrovství světa  | 3.   | úč.  |      | úč.  | úč.  | úč.  |      |
| Mistrovství Evropy | úč.  | úč.  | úč.  | 2.   | —    | úč.  | úč.  |